# Antonio McDyess
Antonio Keithflen McDyess (* 7. September 1974 in Quitman, Mississippi) ist ein ehemaliger US-amerikanischer Basketballspieler, der von 1995 bis 2011 in der NBA aktiv war. 

## NBA-Karriere
McDyess wurde im Jahr 1995 an zweiter Stelle von den Los Angeles Clippers gedraftet und kurz darauf zu den Denver Nuggets transferiert. Für seine Leistungen im ersten Profijahr wurde er in das NBA All-Rookie First Team berufen. Bei den Nuggets hatte er seine erfolgreichste Zeit, wo er durchschnittlich 20 Punkte und 9 Rebounds auflegte. Mit einer Unterbrechung 1997–98, in der er für die Phoenix Suns spielte, war McDyess Führungsspieler der Nuggets und wurde 1999 ins All-NBA Third Team berufen, sowie 2001 ins NBA All-Star Game. 
Während der Saison 2001–02 erlitt McDyess eine schwere Knieverletzung. Er absolvierte nur 10 Spiele für die Nuggets und fiel die gesamte 2002–03 Saison aus. Nach seiner Rückkehr konnte er nie mehr an seine erfolgreiche Zeit aus Nuggetszeiten anknüpfen und die nächsten Stationen bei den New York Knicks und Phoenix Suns waren von kurzer Dauer. McDyess wechselte 2004 zum amtierenden NBA-Champion Detroit Pistons. In Detroit kam McDyess zunächst als Ersatz für Rasheed Wallace und Ben Wallace von der Bank, wurde nach dem Abgang von Ben Wallace aber Stammspieler und ein wichtiger Teil des Teams. Im Rahmen eines Spielertausches kehrte McDyess im November 2008 zurück nach Denver, wurde jedoch nicht weiterverpflichtet und schloss sich erneut den Pistons an.
Im Juli 2009 erfolgte der Wechsel zu den San Antonio Spurs, wo er nach der Saison 2010/2011 seine Karriere beendete.

## Nationalmannschaft
Bei den Olympischen Spielen 2000 in Sydney gehörte er zur US-amerikanischen Auswahl, die die Goldmedaille gewinnen konnte.